# Adolph Kullak
Adolph Kullak (født 23. februar 1823 i Meseritz, død 25. december 1862 i Berlin) var en tysk musiker, bror til Theodor Kullak.
Kullak studerede filosofi, men kastede sig, efter at have taget doktorgraden, over musikken. Han blev lærer ved broderens konservatorium og medarbejder ved flere musikblade. Han har udgivet Das Musikalisch-Schöne og Æsthetik des
Klaverspiels samt nogle klaverstykker og sange.